# Prosinko
Prosinko (niem. Neudorf) – wieś sołecka w Polsce położona w województwie zachodniopomorskim, w powiecie drawskim, w gminie Czaplinek. W latach 1975–1998 miejscowość administracyjnie należała do województwa koszalińskiego. W roku 2007 wieś liczyła 130 mieszkańców.
Wieś wchodząca w skład sołectwa: Kuźnica Drawska.
Wieś królewska Nowa Wieś starostwa drahimskiego, pod koniec XVI wieku leżała w powiecie wałeckim województwa poznańskiego.

## Geografia
Wieś leży ok. 12 km na północ od Czaplinka, ok. 1,5 km na wschód od drogi wojewódzkiej nr 163, ok. 600 m na wschód od jeziora Prosino.